# OGLE-TR-56
OGLE-TR-56 es una estrella ubicada en la Constelación de Sagitario, similar al Sol, que se encuentra a unos 4900 años luz de distancia. Se descubrió, en medio de una búsqueda del proyecto OGLE, un planeta extrasolar orbitándola, b, que en el año 2003 fue confirmado por medio de la espectroscopia de efecto Doppler.